# Lim Jeong-hee
Lim Jeong-hee (hangul: 임정희), född 17 maj 1981 i Seoul, är en sydkoreansk sångerska.

## Diskografi

### Album
| Albuminformation                                         | Topplacering          |
| Albuminformation                                         | Sydkorea (Gaon Chart) |
| -------------------------------------------------------- | --------------------- |
| Music is My Life (Studioalbum) - Släppt: 10 juni 2005    | —                     |
| Thanks (Studioalbum) - Släppt: 24 mars 2006              | —                     |
| Before I Go J-Lim (Studioalbum) - Släppt: 4 oktober 2007 | —                     |
| It Can't Be Real (EP-skiva) - Släppt: 30 september 2010  | —                     |
| Golden Lady (EP-skiva) - Släppt: 9 maj 2011              | —                     |

### Singlar
| År   | Titel                                                             | Topplacering          |
| År   | Titel                                                             | Sydkorea (Gaon Chart) |
| ---- | ----------------------------------------------------------------- | --------------------- |
| 2005 | "Music Is My Life"                                                | —                     |
| 2005 | "Tears That Didn't Fall"                                          | —                     |
| 2006 | "Don't Go My Love"                                                | —                     |
| 2007 | "Madly In Love"                                                   | —                     |
| 2007 | "Heaven Breeze"                                                   | —                     |
| 2010 | "On the Way to Breakup" (med Jo Kwon)                             | —                     |
| 2010 | "It Can't Be Real"                                                | —                     |
| 2010 | "Beautiful You" (med Kolleen Park)                                | —                     |
| 2011 | "Himawari"                                                        | —                     |
| 2011 | "Golden Lady" (med Hyuna)                                         | 4                     |
| 2013 | "It's Been a Long Time" (med Herz Analog)                         | —                     |
| 2013 | "Luv is" (med Baechigi)                                           | 7                     |
| 2013 | "Feel So Good" (med Hong Dae-kwang)                               | —                     |
| 2013 | "Like a Movie" (med 40)                                           | —                     |
| 2013 | "Perfect Christmas" (med Jo Kwon, Joohee, Rap Monster & Jungkook) | —                     |
| 2014 | "There Is No Love" (med Timber)                                   | —                     |
| 2016 | "Crazy"                                                           | —                     |
| 2016 | "I.O.U"                                                           | —                     |

### Soundtrack
| År   | Titel                       | Topplacering          | Serie               |
| År   | Titel                       | Sydkorea (Gaon Chart) | Serie               |
| ---- | --------------------------- | --------------------- | ------------------- |
| 2010 | "I Can't Love You"          | —                     | Smile, Mom          |
| 2011 | "Don't Go" (med Jun. K)     | —                     | Dream High          |
| 2011 | "If the Time Would Be Back" | —                     | Royal Family        |
| 2012 | "Filament"                  | —                     | Wild Romance        |
| 2012 | "Don't Love Me"             | —                     | Five Fingers        |
| 2013 | "Poison Love"               | —                     | Shark               |
| 2013 | "I'll Be There"             | —                     | Medical Top Team    |
| 2014 | "Scent of a Flower"         | —                     | Emergency Couple    |
| 2015 | "It Hurts It Hurts"         | —                     | Super Daddy Yeol    |
| 2016 | "Hope"                      | —                     | My Lawyer, Mr. Jo   |
| 2016 | "Distressed"                | —                     | Mirror of the Witch |